# کاردماهی پشت‌برهنه
کاردماهی پشت‌برهنه (نام علمی: Gymnotidae) نام یک تیره از راسته کاردماهی‌سانان است.